# Шестачь (Сынжерейский район)
Шестачь, Шестачи (рум. Şestaci) — село в Сынжерейском районе Молдавии. Наряду с сёлами Препелица, Клишкауцы и Михайловка входит в состав коммуны Препелица.

## География
Село расположено на высоте 100 метров над уровнем моря.

## Население
По данным переписи населения 2004 года, в селе Шестачь проживает 19 человек (7 мужчин, 12 женщины).
Этнический состав села:
| Национальность | Число жителей | Процентный состав |
| -------------- | ------------- | ----------------- |
| молдаване      | 18            | 94.74             |
| украинцы       | 1             | 5.26              |
| Всего          | 19            | 100 %             |